# Euphyia inusitata
Euphyia inusitata là một loài bướm đêm trong họ Geometridae.